# Nicole Hensley
Nicole Hensley (* 23. Juni 1994 in Littleton, Colorado) ist eine US-amerikanische Eishockeytorhüterin und -trainerin, die seit 2023 für die Minnesota Frost in der Professional Women’s Hockey League spielt. Hensley ist seit 2016 Mitglied der Frauen-Eishockeynationalmannschaft der Vereinigten Staaten und mehrfache Weltmeisterin sowie Olympiasiegerin.

## Karriere
Hensley verbrachte ihre Highschool-Zeit an der Green Mountain High School in Lakewood im Bundesstaat Colorado, an der sie zwischen 2008 und 2012 spielte. Zudem stand die Torhüterin zwischen 2010 und 2012 für die Colorado Selects in der Junior Women’s Hockey League auf dem Eis. Nach ihrem Schulabschluss im Sommer 2012 zog es Hensley an die Lindenwood University, wo sie parallel zu ihrem Studium für das Universitätsteam in der College Hockey America, einer Division im Spielbetrieb der National Collegiate Athletic Association, zwischen den Pfosten stand. Obgleich der untergeordneten Rolle der Division im US-amerikanischen Collegespielbetrieb und der Wahl an einer Universität zu spielen, deren Eishockeyprogramm keine signifikanten Erfolge feiern konnte, empfahl sich Hensley im Verlauf ihres Studiums aufgrund ihrer Leistungen für die Frauen-Eishockeynationalmannschaft der Vereinigten Staaten.

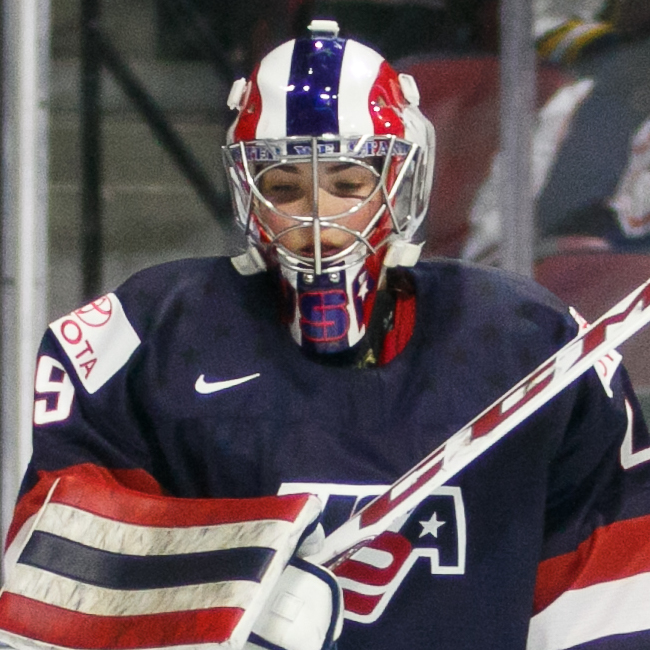
Nicole Hensley (2017)

Nach Abschluss ihres Studiums im Frühjahr 2016 wurde Hensley erstmals in die Nationalmannschaft berufen und nahm mit dieser an der Weltmeisterschaft 2016 teil. Im Verlauf des Turniers, das die US-Amerikanerinnen mit dem Gewinn des Weltmeistertitels abschlossen, absolvierte sie in der Vorrunde ihr internationales Debüt. Dieses beendete sie mit einem Shutout. In der Folge ließ sich Hensley vom US-amerikanischen Eishockeyverband USA Hockey verpflichten, während sie parallel als Assistenztrainerin an ihrer Alma Mater tätig wurde. Bei der Weltmeisterschaft 2017 avancierte Hensley zur Stammkraft im Tor der US-Girls und bestritt drei der fünf Begegnungen. Mit dem geringsten Gegentorschnitt und der höchsten Fangquote aller Torhüterinnen hatte sie maßgeblichen Anteil am erneuten Goldmedaillengewinn. Ihr nächstes internationales Turnier waren die Olympischen Winterspiele 2018 in Pyeongchang, bei denen sie hinter Maddie Rooney wieder ins zweite Glied rutschte. Dennoch feierte sie mit den US-Amerikanerinnen am Turnierende den Gewinn der Goldmedaille.
In der Saison 2018/19 spielte sie in der semi-professionellen NWHL für die Buffalo Beauts. Im Sommer 2019 wurde die CWHL aufgelöst. Infolgedessen schloss sich Hensley der Protestbewegung #ForTheGame an und trat der Professional Women’s Hockey Players Association bei. Für diese lief Hensley bis 2023 bei Promotionsspielen auf. Im Jahr 2023 wurde aus der PWHPA heraus die Professional Women’s Hockey League gegründet. Im ersten PWHL-Draft wurde Hensley in der zweiten Runde vom Team PWHL Minnesota ausgewählt und erhielt im Oktober desselben Jahres einen Dreijahresvertrag.

## Erfolge und Auszeichnungen

### PWHL
- 2024 Walter-Cup-Gewinn mit den Minnesota Frost
- 2025 Walter-Cup-Gewinn mit den Minnesota Frost

### International
- 2016 Goldmedaille bei der Weltmeisterschaft
- 2017 Goldmedaille bei der Weltmeisterschaft
- 2018 Goldmedaille bei den Olympischen Winterspielen
- 2021 Silbermedaille bei der Weltmeisterschaft
- 2022 Silbermedaille bei den Olympischen Winterspielen
- 2022 Silbermedaille bei der Weltmeisterschaft
- 2022 Beste Torhüterin der Weltmeisterschaft
- 2023 Goldmedaille bei der Weltmeisterschaft

## Karrierestatistik

### International
Vertrat die USA bei:
| - Weltmeisterschaft 2016 - Weltmeisterschaft 2017 - Olympischen Winterspielen 2018 - Weltmeisterschaft 2021 | - Olympischen Winterspielen 2022 - Weltmeisterschaft 2022 - Weltmeisterschaft 2023 |

(Legende zur Torhüterstatistik: GP oder Sp = Spiele insgesamt; W oder S = Siege; L oder N = Niederlagen; T oder U oder OT = Unentschieden oder Overtime- bzw. Shootout-Niederlage; Min. = Minuten; SOG oder SaT = Schüsse aufs Tor; GA oder GT = Gegentore; SO = Shutouts; GAA oder GTS = Gegentorschnitt; Sv% oder SVS% = Fangquote; EN = Empty Net Goal; 1 Play-downs/Relegation; Kursiv: Statistik nicht vollständig)